# Emmanuel Barbier
Emmanuel Barbier (5 marzo 1851 – 22 marzo 1925) è stato un presbitero, saggista e giornalista francese.
Gesuita, fu autore noto numerosi libri di testo e dell'antiliberalismo cattolico.

## Biografia
Fece ritorno alla Compagnia di Gesù nel 1869, in cui era stato ordinato sacerdote nel 1882 ed esercitato l'incarico di direttore del collegio.
In seguito all'interdizione subita dalla Compagnia di Gesù nel 1901, padre Emmanuel divenne sacerdote della arcidiocesi di Poitiers nel 1905 e poi di quella di Parigi nel 1923, dove morì nel 1925.
Rappresentò una figura importante nella lotta contro il modernismo per la sua denuncia del Le Sillon di Marc Sangnier e poi attraverso la rivista Critique du libéralisme religieux, politique,social (Critica del liberalismo religioso, politico e sociale), da lui fondata nel 1908 e diretto sino al 1914.
Denunciò l'infiltrazione massonica nella gerarchia della Chiesa cattolica nel suo libro omonimo.

## Pubblicazioni
- Rome et l'Action libérale populaire, Histoire et documents, J. VICTORION, 1906.
- Histoire du catholicisme libéral et du catholicisme social en France : du Concile du Vatican à l'avènement de S.S. Benoît XV : 1870-1914 (1923-1924)
- L'Éducation de la pureté (1921)
- Histoire populaire de l'Église (1921-1922)
- Cours populaire de catéchisme (1919)
- Infiltrations maçonniques dans l'Église, Desclée de Brouwer e Cie éditeurs, 1910, préfaces de Victor-Onésime-Quirin Laurans, François-Virgile Dubillard, Jean-Arthur Chollet et Henri-Louis-Prosper Bougoüin.
- Cas de Conscience. — Les Catholiques français et la République, P. LETHIELLEUX
- Les Démocrates chrétiens et le Modernisme, P.LETHIELLEUX, Paris
- Le Devoir politique des Catholiques, JOUVE, Paris
- Les Idées du Sillon. — Examen critique, P. LETHIELLEUX, Paris
- Les Erreurs du Sillon. — Erreurs de doctrine, Erreurs sociales. Erreurs de polémique et de conduite, P. LETHIELLEUX, Paris
- La Décadence du Sillon, Histoire documentaire, P. LETHIELLEUX, Paris
- Les Origines du Christianisme. — Apologie méthodique, extraite des œuvres de Mgr Freppel, RETAUX
- Mon Crime. — Allocutions de Collège (1896-1901), POUSSIELGUE,
- La Discipline dans les Écoles libres, (manuel d'éducation), POUSSIELGUE
- Les Récits de l'Évangile divisés et coordonnés, pour apprendre, méditer, prêcher, (Testo latino), OUDIN, Poitiers.